# Stanleya pinnata
Stanleya pinnata är en korsblommig växtart som först beskrevs av Frederick Traugott Pursh, och fick sitt nu gällande namn av Nathaniel Lord Britton. Stanleya pinnata ingår i släktet Stanleya och familjen korsblommiga växter.

## Underarter
Arten delas in i följande underarter:
- S. p. integrifolia
- S. p. pinnata
- S. p. texana

## Bildgalleri

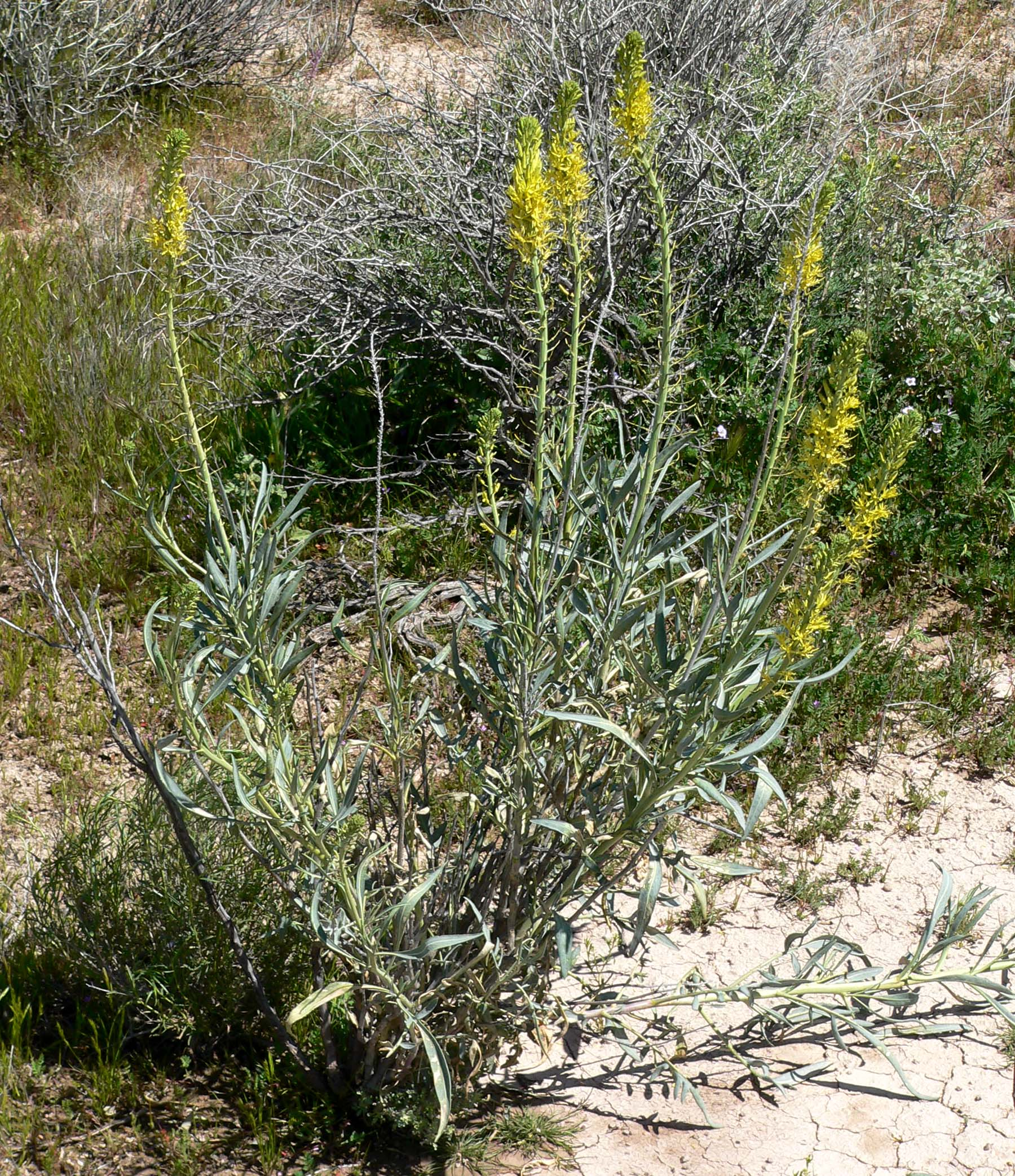
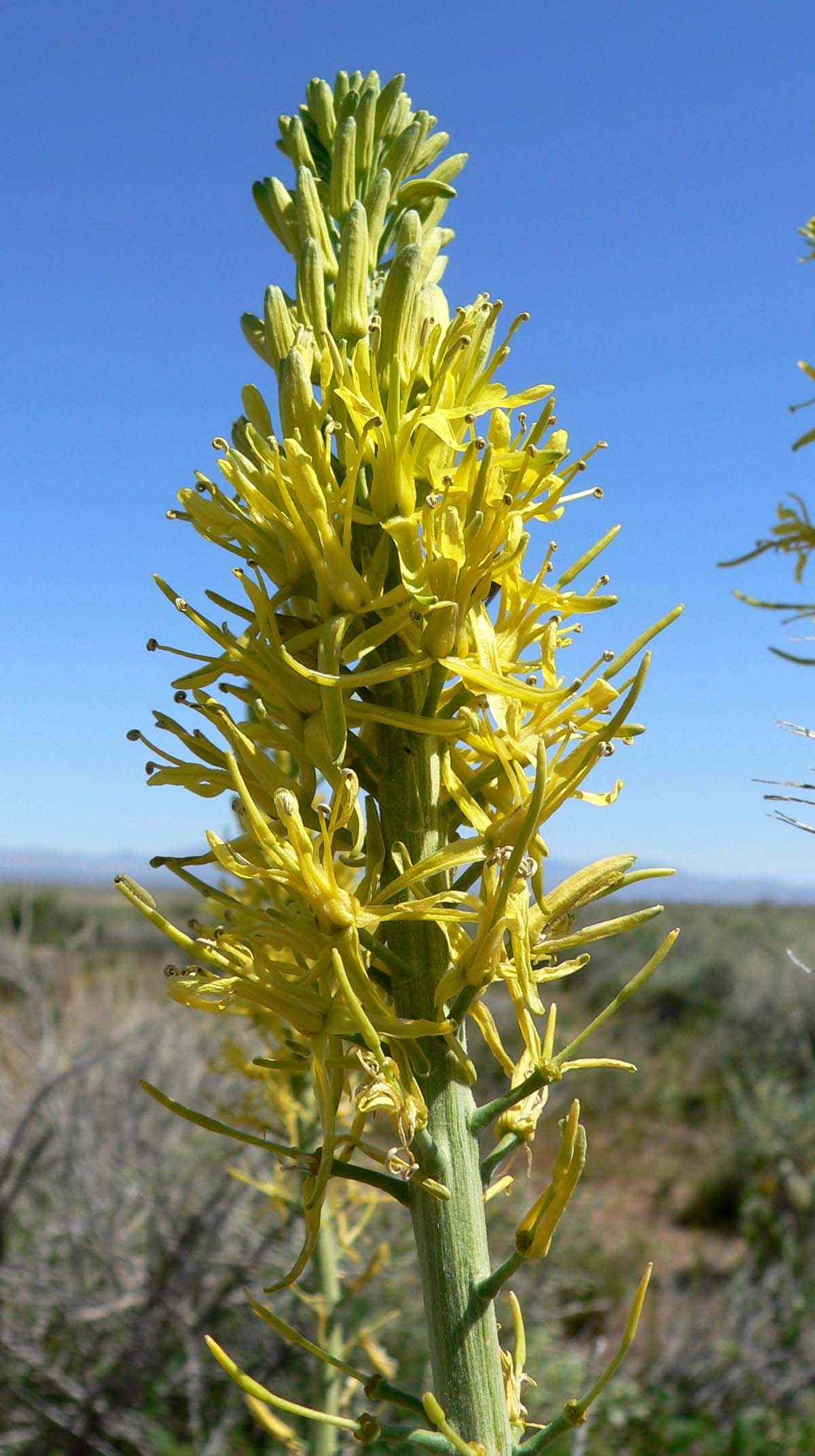
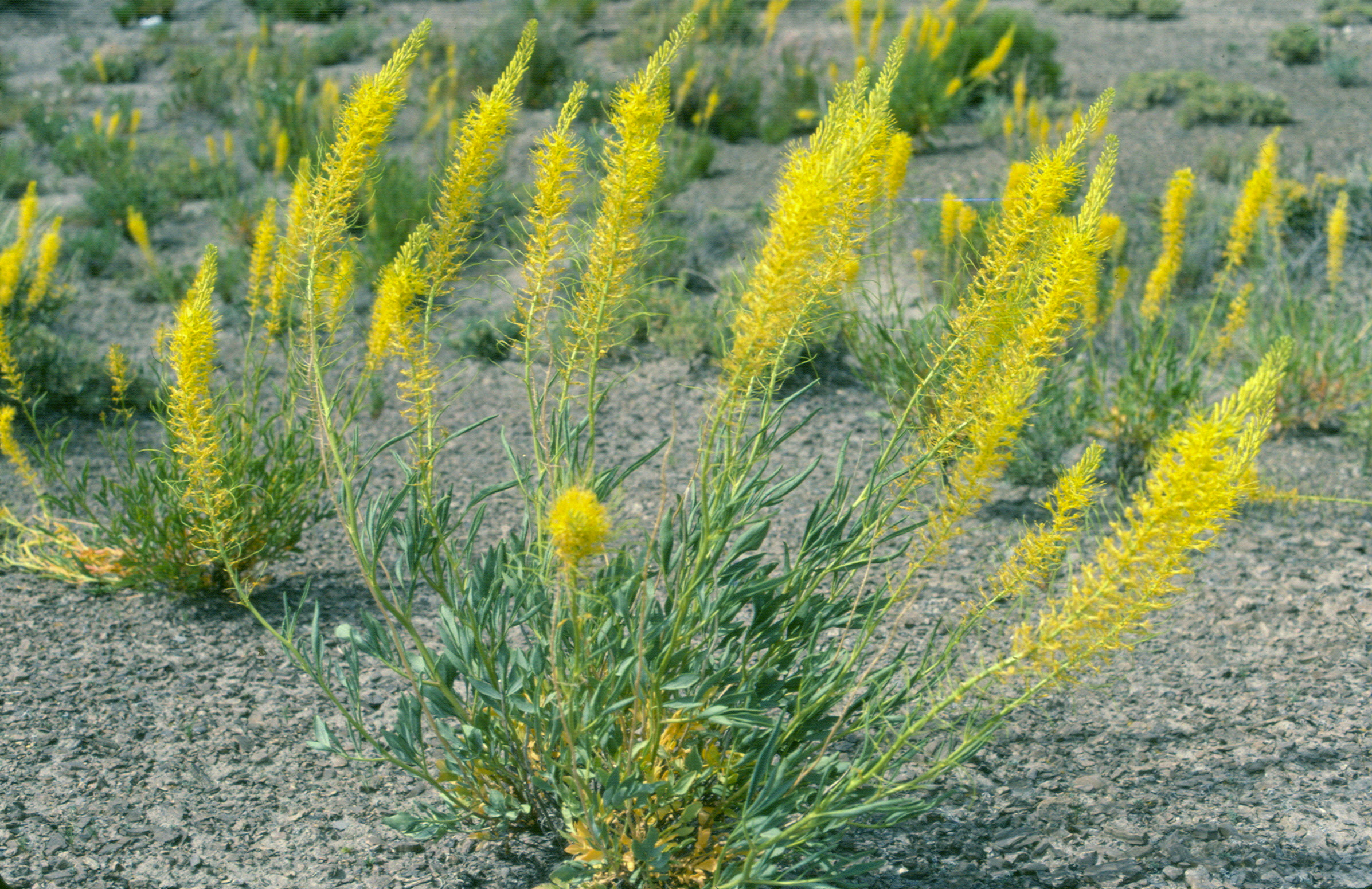
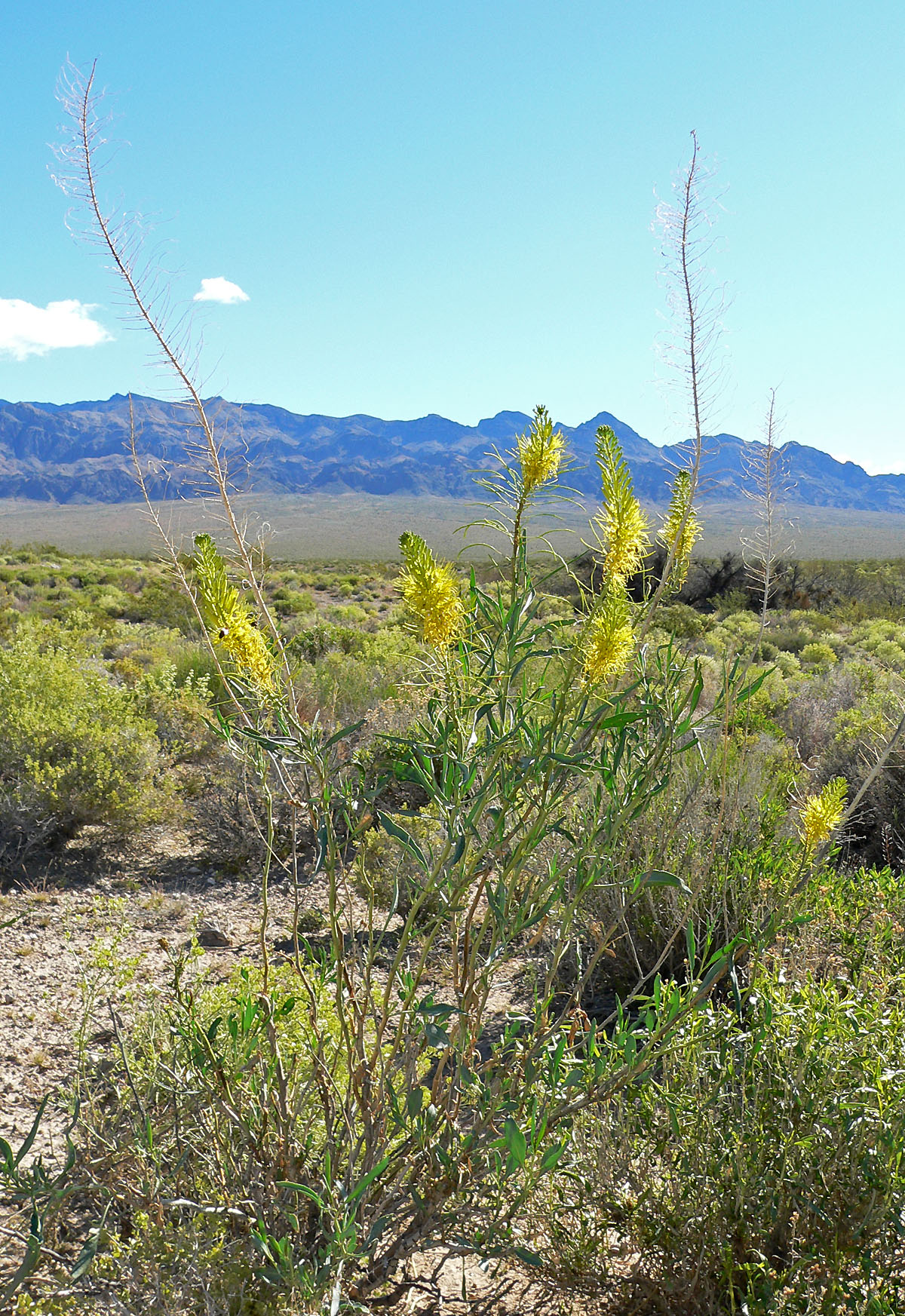
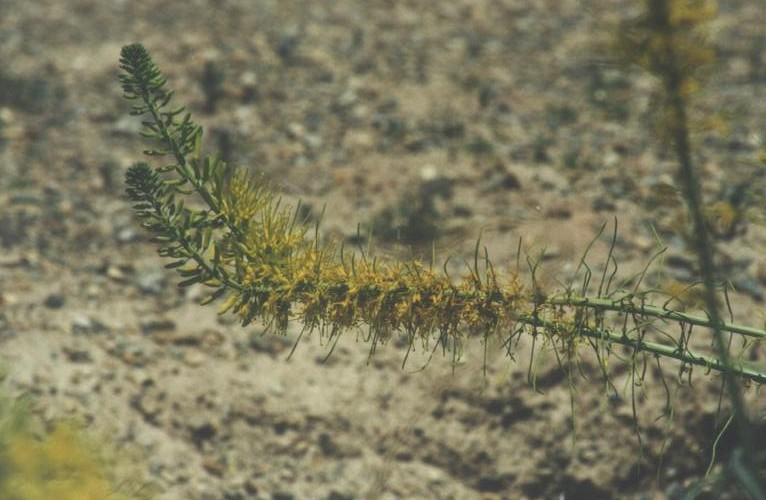